# Migny (Santa Lucía)
Migny es una localidad de Santa Lucía que forma parte del distrito de Soufrière.